# Paramotor

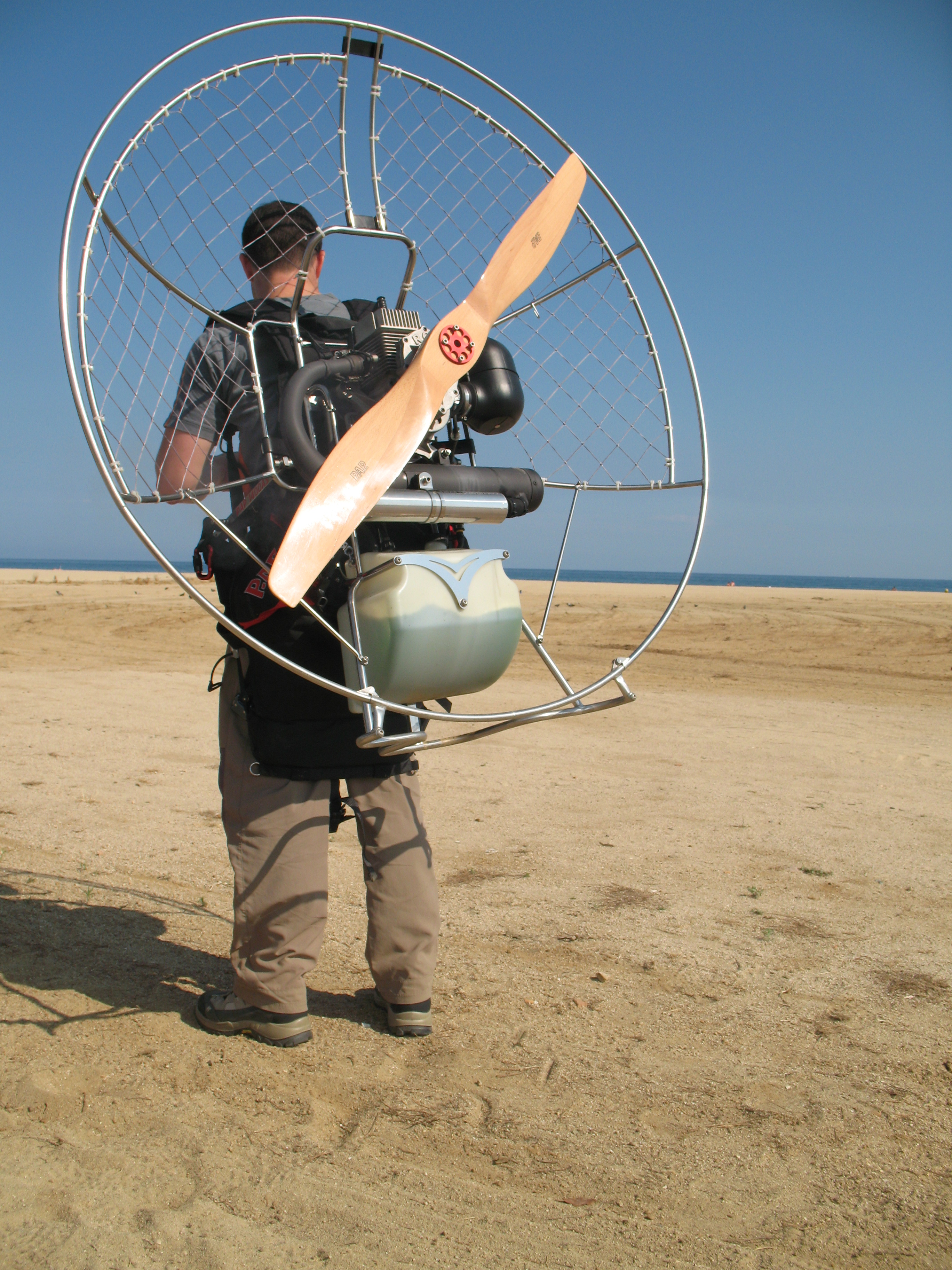
Paramotor

El paramotor és un petit motor de dos temps amb una hèlix de fusta o fibra de carboni (té una cilindrada des de 80cc. a 250cc.), que acoblat a l'esquena d'un pilot de parapent li permet enlairar-se des d'un terreny pla, guanyar alçada a voluntat i mantenir-se a l'aire el temps que es vulgui. Converteix el parapent en una aeronau completament autònoma, sense la necessitat d'haver de pujar a una muntanya per a poder enlairar-se, ni dependre de les condicions aerològiques i tèrmiques.
Permet volar en llocs on seria impossible fer-ho sense l'ajuda del motor, i fer-ho a una alçada poc habitual quan es vola en lliure. També ofereix la possibilitat de parar el motor en vol i aprofitar els corrents tèrmics. Quan aquestes s'acaben el pots tornar a engegar i continuar volant amb motor. Els models actuals tenen un dipòsit que va dels 8 als 14 litres de benzina que proporcionen una autonomia de vol de 2 a 5 hores segons la destresa del pilot a aprofitar les ascendències.
El pilotatge es fa igual que amb el parapent, la diferència només és l'ús de l'accelerador amb la mà que permet pujar o baixar a voluntat.
Com a dades curioses cal destacar el rècord mundial de distància  Arxivat 2007-05-03 a Wayback Machine. que és de 951 km, aconseguit per Ramón Morillas que va enlairar-se de Huelva i aterrà al sud de Bordeus (França) al cap de 12 hores de vol. El rècord d'alçada també el va superar Ramón Morillas amb 6102 metres  Arxivat 2006-11-08 a Wayback Machine. sobre el nivell del mar.

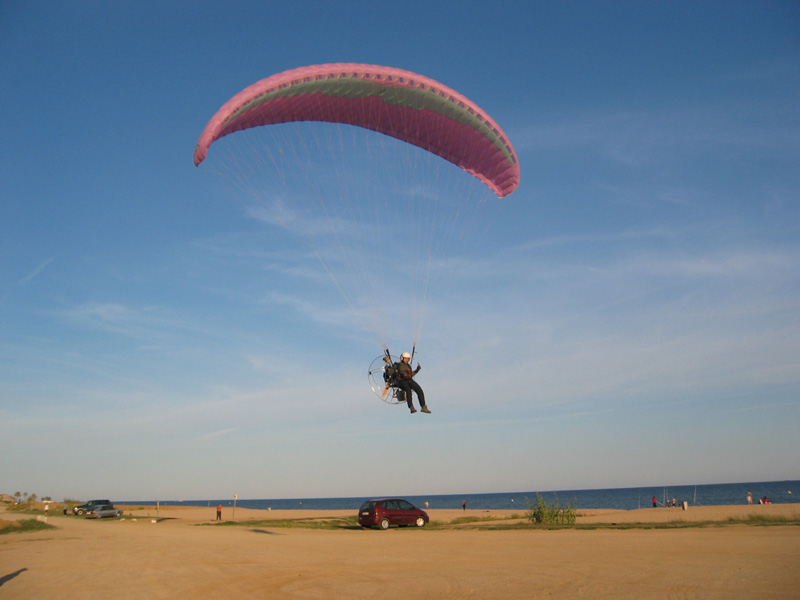
Aterrant a la platja d'Arenys de Mar